# 작은털북숭이발두나트
작은털북숭이발두나트(Sminthopsis youngsoni)는 주머니고양이목 주머니고양이과에 속하는 유대류의 일종이다. 오스트레일리아에서 발견된다. 웨스턴오스트레일리아주와 노던 준주 그리고 퀸즐랜드주 대다수 사막 지역에서 발견되며, 널리 분포하고 상당히 흔한 종이다. 작은털북숭이발두나트가 먹이를 구하는 전략에 대해 헤이돈스웨이트(Haythornthwaite)와 딕맨(Dickman)이 연구한 바 있다. 작은털북숭이발두나트와 아주 비슷한 털북숭이발두나트 보다 크기는 작고 발바닥에는 털이 덜 나 있다.